# Plan Yinon
 (septembre 2015).
Si vous disposez d'ouvrages ou d'articles de référence ou si vous connaissez des sites web de qualité traitant du thème abordé ici, merci de compléter l'article en donnant les références utiles à sa vérifiabilité et en les liant à la section « Notes et références ».
 (septembre 2015).
- Si vous ne connaissez pas le sujet, laissez ce bandeau (vous pouvez alors contacter les auteurs).
- Si vous supprimez le contenu mis en cause (vous pouvez préalablement contacter les auteurs),

argumentez précisément cette suppression dans la page de discussion
(un manque de référence n'est pas un argument ; une recherche réelle de référence doit avoir été effectuée, être formellement documentée).
L’expression « plan Yinon » se réfère à un article paru en février 1982 dans la revue Kivounim (« orientations » en hébreu), publiée par l’Organisation sioniste mondiale, domiciliée à Jérusalem. L’article, intitulé Une stratégie pour Israël dans les années 80, est signé par Oded Yinon, qui se présente comme journaliste et ancien fonctionnaire du ministère israélien des Affaires étrangères. La thèse de l'existence du « plan Yinon » est controversée : elle est utilisée par des militants antisionistes pour critiquer la politique israélienne au Proche et au Moyen-Orient mais d'autres auteurs jugent que l'article est resté anecdotique (voire largement ignoré) et qu'il ne faut pas le confondre avec un « plan » ou une « feuille de route » qui aurait été suivie par les dirigeants d'Israël.

## Contenu
L'article estime que l’intérêt de l’État hébreu est de favoriser la création, dans le monde arabe, de mini-États antagonistes trop faibles et trop divisés pour s’opposer efficacement à lui : « L’éclatement de la Syrie et de l’Irak en régions déterminées sur la base de critères ethniques ou religieux doit être, à long terme, un but prioritaire pour Israël, la première étape étant la destruction de la puissance militaire de ces États. […] Riche en pétrole, et en proie à des luttes intestines, l’Irak est dans la ligne de mire israélienne. Sa dissolution serait, pour nous, plus importante que celle de la Syrie, car c’est lui qui représente, à court terme, la plus sérieuse menace pour Israël. »

## Historique
Huit mois après sa publication initiale dans Kivounim, l’article est republié en octobre 1982 par la toute jeune Revue d’études palestiniennes (1982-2008), par l’entremise d’Israël Shahak (1933-2001), ancien président de la Ligue israélienne pour les droits humains et civils (1970-1990) et militant antisioniste. Cette deuxième publication intervient alors que vient de s’achever l’intervention militaire israélienne au Liban (juin septembre 1982), dite « Opération Paix en Galilée », marquée notamment par les massacres commis, par les phalanges chrétiennes libanaises, dans les camps de réfugiés palestiniens de
Sabra et Chatila (16-18 septembre 1982).
Des idées similaires à celles de Yinon sont défendues en 1996 dans un rapport remis au Premier ministre israélien Benyamin Netanyahou. Intitulé A Clean Break: A New Strategy for Securing the Realm, il suggère « une coupure nette » avec la philosophie des accords d’Oslo, le renversement de Saddam Hussein et une guerre par procuration avec la Syrie. Il a été rédigé par un groupe d’études issu de l’Institute for Advanced Strategic and Political Studies, un think tank néoconservateur israélo-américain. Le groupe d’études était dirigé par une figure du mouvement néoconservateur et ancien haut fonctionnaire du Département de la Défense américain, Richard Perle. Les conclusions du rapport ont été rejetées par Netanyahu.
L’article de Yinon a été publié également en 2007 par la revue Confluences Méditerranée (n°61), sous le titre Une stratégie persévérante de dislocation du monde arabe et avec l’introduction écrite par Shahak pour la Revue d’études palestiniennes vingt-cinq ans plus tôt.

## Influence
La portée de cet article fait l’objet de débats.
Pour certains, les idées défendues par Yinon auraient été en grande partie reprises par les gouvernements israéliens successifs depuis 1982. Elles auraient ainsi largement contribué à forger la doctrine géopolitique de l’État hébreu depuis les années 80. L’invasion américaine de l’Irak en 2003, la chute de Saddam Hussein, la guerre civile en Syrie (depuis 2011), l’éclatement de ce pays, la balkanisation du Proche- et du Moyen-Orient ou encore l’essor de l’État islamique seraient ainsi autant de preuves que le « plan Yinon » a bien été suivi par Israël. Cette thèse est défendue par plusieurs militants antisionistes comme Israël Shahak, le prédicateur suisse Hani Ramadan, le négationniste Roger Garaudy (qui fait référence au « plan Yinon » dans son livre L’Affaire Israël. Le sionisme politique en 1983), la journaliste italienne Silvia Cattori, etc.
D’autres estiment au contraire que les idées de Yinon n’ont eu aucune influence sur les décisions stratégiques d’Israël. L’identité même de ce journaliste (inconnu en Israël) reste mystérieuse : on ne sait pas ainsi quelles étaient ses fonctions exactes au ministère des Affaires étrangères de son pays. Pour Michaël Prazan et Adrien Minard, biographes de Roger Garaudy, « rien n’indique que cet article […] désigne un plan de travail concret validé par les autorités. […] Il s’agit d’une position personnelle parmi d’autres, exprimée par un simple journaliste ». L’importance prêtée au « plan Yinon » relèverait d’une théorie du complot similaire à celle entourant le faux connu sous le nom de Protocoles des Sages de Sion.